# المرقوع (بني سعد)

تعديل مصدري - تعديل

المرقوع هي إحدى قرى عزلة بني حمادي بمديرية بني سعد التابعة لمحافظة المحويت، بلغ تعداد سكانها 125 نسمة حسب تعداد اليمن لعام 2004.